# Tiro de gracia (álbum)
Tiro de gracia es una banda sonora compuesta por Manal editada en el año 2000 como bootleg (álbum pirata) por una editorial desconocida.
Tiene la particularidad de ser la primera banda sonora realizada por un grupo de rock argentino. Este álbum recopila las pistas que fueron grabadas para el film Tiro de gracia del director Ricardo Becher.
La película fue filmada en blanco y negro, y estrenada en 1969, pese a que en su época pasó desapercibida, hoy en día es considerada una película de culto.

## Historia
El antecedente inmediato a la gestación de la música de Tiro de Gracia que compuso más tarde Manal, se encuentra en un demo experimental registrado a principios de 1968, que grabaron Claudio Gabis, Javier Martínez (dos de los futuros miembros de Manal), Emilio Kauderer y Rocky Rodríguez en el estudio de grabación de Jorge Tagliani de la calle Cachimayo, en Primera Junta, de acotadas limitaciones técnicas, puesto que solo era capaz de registrar dos pistas. Gabis reservó sesiones de grabación en el estudio para probar que frutos podía traer la banda. De lo grabado se prensó un solo disco, que Gabis prestó a Pajarito Zaguri en 1969, y nunca logró recuperar.
En la misma época en que se realizaron las sesiones en el estudio de Tagliani, Martínez fue convocado para encarnar a "Paco", un personaje de Tiro de gracia, película basada en el libro homónimo de Sergio Mulet que estaba rodando el director Ricardo Becher. Durante la filmación, Martínez le comentó a Jorge Goldemberg -integrante del equipo que realizaba la película- que estaba formando un grupo musical que ya estaba registrando "algunas cosas interesantes". Goldemberg escuchó el disco y quedó impresionado con la música que contenía. Así se lo comentó a Becher, quién acudió al estudio de Tagliani para escuchar en las mejores condiciones posibles el material que Gabis, Martínez y sus compañeros habían grabado, decidiendo inmediatamente que fueran ellos los encargados de realizar la música de su film. Poco después, gracias también a la influencia de Goldemberg, Claudio y Javier fueron invitados a participar como músicos en el espectáculo teatral VietRock, en el teatro Payró. En esas instancias Gabis convenció a su compañero Martínez de llamar al bajista Alejandro Medina para integrarse al grupo, completándose allí la formación del futuro trío Manal.
La banda se integraría al sello independiente Mandioca, con quienes grabó su primer álbum editado en 1970. Pero antes de eso, a fines de 1969 se terminó de filmar la película, Becher llamó a Manal para registrar la banda sonora. La misma iba a ser grabada por un compositor profesional llamado Roberto Lar, pero él mismo aceptó amablemente que el grupo se encargara de ello, incluso asistió a una de las sesiones. El tema central de la película, "Estoy en el infierno", se había improvisado a base de experimentos en el estudio de Tagliani. La canción se volvió a grabar al igual que el resto de la música en los estudios Phonal ubicados en Santa Fe y Coronel Díaz. El trío compuso además "Tema del moderno" y "Seigmund's Zoo". El resto de las pistas, climas y efectos fueron producto de la improvisación y la versatilidad que tenía el conjunto, según los tiempos e indicaciones del director Becher.
Aparte del trío Manal, también participó Roberto "Fanacoa" de Vita en órgano Hammond en "Estoy en el infierno", y Pappo golpeando las cuerdas de un piano para la secuencia de la pesadilla del protagonista. El sello Mandioca no puso objeción alguna ya que se trataba de un compromiso pactado anteriormente. 
Los másteres musicales fueron guardados por Claudio Gabis hasta que en 1972, durante su tiempo en Billy Bond y La Pesada del Rock and Roll se las prestó a Jorge Álvarez, y de allí en adelante no se tiene noticias del paradero de los mismos. Únicamente, existe un máster del audio final mezclado con las voces.

## Lista de temas
- Todas compuestas por Gabis, Martínez y Medina.

1. «Estoy en el Infierno»
2. «Liquídalo»
3. «Caños»
4. «Instrumental»
5. «Ocasional»
6. «Fusilamiento»
7. «Solo de batería 1»
8. «No hay piedad»
9. «Incidental»
10. «Franela con Greta»
11. «Paliza»
12. «Solo de batería 2»
13. «Solo de batería 3»
14. «Seigmund's Zoo»
15. «Desierto»
16. «Crimen en el baño»
17. «Estoy en el Infierno» (instrumental)

## Créditos
Manal
- Javier Martínez: voz y batería.
- Claudio Gabis: guitarras eléctricas.
- Alejandro Medina: bajo eléctrico.

Otros
- Roberto "Fanacoa" de Vita: órgano Hammond en "Estoy en el infierno".
- Pappo: golpes a cuerdas de piano en "Pesadilla".